# Piatra Olt
Piatra Olt – miasto w południowej Rumunii, w okręgu Aluta (Oltenia). Liczy 6390 mieszkańców (dane na rok 2002) i zajmuje powierzchnię 76,83 km². Merem miasta jest Todor Udrescu. Prawa miejskie otrzymało w 1529.